# Orşova
Orșova (rumænsk udtale: [ˈorʃova]; tysk: Orschowa, ungarsk: Orsova, serbisk: Оршава/Oršava}, bulgarsk: Орсово, polsk: Orszawa, tjekkisk: Oršava, tyrkisk: Adakale) er en havneby ved Donau i det sydvestlige Rumænien i distriktet  Mehedinţi.   Det er en af fire lokaliteter i distriktet  , der ligger i den historiske region Banatet. Den ligger lige over Jernporten, på det sted, hvor floden Cerna mødes med Donau.
Byen har 8.506 (2021) indbyggere.

## Galleri
- Vinterudsigt over  Orșova
- Romersk-katolsk kirke
- Orșova i 1978
- Donau i Orșova
- Donau i Orșova